# 装美社
有限会社装美社（そうびしゃ）は、テレビドラマや映画に使われている装飾・小道具の美術を制作する会社である。東映の仕事が多い。

## 元所属スタッフ
- 石塚正司
- 山本正
- 塩満義幸（→東京美工）
- 高谷昌毅（→東京美工）
- 岡部昭光（→東京美工）
- 山口康孝（→東京美工）
- 戸塚憲
- 丸山敏信（→東京美工）
- 神戸信次（→東京美工）
- 権田光典（→東京美工）
- 清水夕佳里（→タカツメディアサービス）
- 大前瑠美（→東京美工）
- 淀名和祐介（→東京美工）
- 荒井英
- 小林真奈美（→東京美工）

## 担当番組

### テレビドラマ

#### 連続ドラマ

##### 1970年代
- ザ★ゴリラ7 (NET)
- 非情のライセンス（テレビ朝日）
- 特捜最前線（テレビ朝日）
- 騎馬奉行（関西テレビ）

##### 1980年代
- 大都会25時（テレビ朝日・東映、1987年4月-9月）
- ベイシティ刑事（テレビ朝日・東映、1987年10月-1988年3月）
- 少女コマンドーIZUMI（フジテレビ・東映、1987年11月-1988年2月）
- 藤子不二雄の夢カメラ（フジテレビ・東映、1988年2月-3月）
- はぐれ刑事純情派（テレビ朝日）
- 花のあすか組!（フジテレビ・東映、1988年4月-9月）
- さすらい刑事旅情編シリーズ（テレビ朝日）

##### 1990年代
- しゃぼん玉（フジテレビ・東映、1991年10月期　木曜劇場）
- 風の刑事・東京発!（テレビ朝日）
- 七瀬ふたたび（フジテレビ・セントラルアーツ、1995年10月-1996年1月　木曜の怪談）
- ゴーストハンター早紀（フジテレビ・セントラルアーツ、1996年1月期　木曜の怪談）
- 闇のパープル・アイ（テレビ朝日・東映、1996年7月期　月曜ドラマ・イン）
- はみだし刑事情熱系（テレビ朝日）

#### 単発、スペシャルドラマ

##### 1980年代
- 松本清張の断線（テレビ朝日・東映、1983年12月　土曜ワイド劇場）
- 明日を殺さないで（フジテレビ，オフィス・ヘンミ、1985年10月　木曜ドラマストリート）
- 女監察医・室生亜季子(7) もう一つの指紋（日本テレビ・東映、1989年9月　火曜サスペンス劇場）

##### 1990年代
- 世にも奇妙な物語（フジテレビ，セントラル・アーツ）
- 駅弁探偵殺人事件(1)（ABC朝日放送，東映、1992年 土曜ワイド劇場）
- 秋の旅情サスペンス 駅弁探偵連続殺人(2)（ABC朝日放送，東映、1995年 土曜ワイド劇場）

#### 特撮

##### 1970年代
- 快傑ズバット

##### 1980年代
- 電子戦隊デンジマン（テレビ朝日・東映・東映AG、1980年2月-1981年1月　スーパー戦隊シリーズ）
- 太陽戦隊サンバルカン（テレビ朝日・東映・東映AG、1981年2月-1982年1月　スーパー戦隊シリーズ）
- ロボット8ちゃん（フジテレビ・東映、1981年10月-1982年9月　東映不思議コメディーシリーズ）
- 大戦隊ゴーグルファイブ（テレビ朝日・東映・東映AG、1982年2月-1983年1月　スーパー戦隊シリーズ）
- バッテンロボ丸（フジテレビ・東映、1982年10月-1983年9月　東映不思議コメディーシリーズ）
- 科学戦隊ダイナマン（テレビ朝日・東映・東映AG、1983年2月-1984年1月　スーパー戦隊シリーズ）
- ペットントン（フジテレビ・東映、1983年10月-1984年8月　東映不思議コメディーシリーズ）
- 星雲仮面マシンマン（日本テレビ・東映、1984年1月-9月）
- 超電子バイオマン（テレビ朝日・東映・東映AG、1984年2月-1985年1月　スーパー戦隊シリーズ）
- どきんちょ!ネムリン（フジテレビ・東映、1984年9月-1985年3月　東映不思議コメディーシリーズ）
- TVオバケてれもんじゃ（フジテレビ・東映、1985年1月期）
- 電撃戦隊チェンジマン（テレビ朝日・東映・東映AG、1985年2月-1986年2月　スーパー戦隊シリーズ）
- スケバン刑事（フジテレビ・東映、1985年4月-10月）
- 勝手に!カミタマン（フジテレビ・東映、1985年4月-1986年3月　東映不思議コメディーシリーズ）
- スケバン刑事II 少女鉄仮面伝説（フジテレビ・東映、1985年11月-1986年10月）
- 超新星フラッシュマン（テレビ朝日・東映・東映AG、1986年3月-1987年2月　スーパー戦隊シリーズ）
- もりもりぼっくん（フジテレビ・東映、1986年4月-12月　東映不思議コメディーシリーズ）
- スケバン刑事III 少女忍法帖伝奇（フジテレビ・東映、1986年10月-1987年10月）
- おもいっきり探偵団 覇悪怒組（フジテレビ・東映、1987年1月-12月　東映不思議コメディーシリーズ）
- 光戦隊マスクマン（テレビ朝日・東映・東映AG、1987年2月-1988年2月　スーパー戦隊シリーズ）
- じゃあまん探偵団 魔隣組（フジテレビ・東映、1988年1月-12月　東映不思議コメディーシリーズ）
- 超獣戦隊ライブマン（テレビ朝日・東映・東映AG、1988年2月-1989年2月　スーパー戦隊シリーズ）
- 魔法少女ちゅうかなぱいぱい!（フジテレビ・東映、1989年1月-7月　東映不思議コメディーシリーズ）
- 高速戦隊ターボレンジャー（テレビ朝日・東映・東映AG、1989年2月-1990年2月　スーパー戦隊シリーズ）
- 魔法少女ちゅうかないぱねま!（フジテレビ・東映、1989年7月-12月　東映不思議コメディーシリーズ）

##### 1990年代
- 美少女仮面ポワトリン（フジテレビ・東映、1990年1月-12月　東映不思議コメディーシリーズ）
- 地球戦隊ファイブマン（テレビ朝日・東映・東映AG、1990年3月-1991年2月　スーパー戦隊シリーズ）
- 不思議少女ナイルなトトメス（フジテレビ・東映、1991年1月-12月　東映不思議コメディーシリーズ）
- 鳥人戦隊ジェットマン（テレビ朝日・東映・東映AG、1991年2月-1992年2月　スーパー戦隊シリーズ）
- うたう!大龍宮城（フジテレビ・東映、1992年1月-12月　東映不思議コメディーシリーズ）
- 恐竜戦隊ジュウレンジャー（テレビ朝日・東映・東映AG、1992年2月-1993年2月　スーパー戦隊シリーズ）
- 有言実行三姉妹シュシュトリアン（フジテレビ・東映、1993年1月-10月　東映不思議コメディーシリーズ）
- 五星戦隊ダイレンジャー（テレビ朝日・東映・東映AG、1993年2月-1994年2月　スーパー戦隊シリーズ）
- 忍者戦隊カクレンジャー（テレビ朝日・東映・東映AG、1994年2月-1995年2月　スーパー戦隊シリーズ）
- 超力戦隊オーレンジャー（テレビ朝日・東映・東映AG、1995年3月-1996年2月　スーパー戦隊シリーズ）
- 激走戦隊カーレンジャー（テレビ朝日・東映・東映AG、1996年3月-1997年2月　スーパー戦隊シリーズ）
- 電磁戦隊メガレンジャー（テレビ朝日・東映・東映AG、1997年2月-1998年2月　スーパー戦隊シリーズ）
- 星獣戦隊ギンガマン（テレビ朝日・東映・東映AG、1998年2月-1999年2月　スーパー戦隊シリーズ）
- 救急戦隊ゴーゴーファイブ（テレビ朝日・東映・東映AG、1999年2月-2000年2月　スーパー戦隊シリーズ）

##### 2000年代
- 未来戦隊タイムレンジャー（テレビ朝日・東映・東映AG、2000年2月-2001年2月　スーパー戦隊シリーズ）
- 百獣戦隊ガオレンジャー（テレビ朝日・東映・東映AG、2001年2月-2002年2月　スーパー戦隊シリーズ）
- 忍風戦隊ハリケンジャー（テレビ朝日・東映・東映AG、2002年2月-2003年2月　スーパー戦隊シリーズ）
- 爆竜戦隊アバレンジャー（テレビ朝日・東映・東映AG、2003年2月-2004年2月　スーパー戦隊シリーズ）
- 美少女戦士セーラームーン
- 特捜戦隊デカレンジャー（テレビ朝日・東映・東映AG、2004年2月-4月　スーパー戦隊シリーズ）※東京美工が移管するまで最後の作品となった。

### 映画

#### 1980年代
- スケバン刑事（東映、1987年2月）
- スケバン刑事 風間三姉妹の逆襲（東映、1988年2月）

## 火災事故
2001年10月30日、東映東京撮影所内で同社が使用していた倉庫が火災に見舞われ、当時、担当をしていた東映製作のドラマ「はぐれ刑事純情派」や「百獣戦隊ガオレンジャー」の撮影用の小道具や機材が焼失した。